# حنش أنيق
حنش أنيق (الاسم العلمي: Coluber elegantissimus) (بالإنجليزية: Elegant racer)‏ هو نوع من الزواحف يتبع جنس الحنش من فصيلة الأحناش.